# Maekel
Pour les articles homonymes, voir Région centrale.
Maekel (ማእከል), aussi appelée «région centrale», est une région administrative (en Tigrigna « zoba (en guèze : ዞባ) ») située au centre de l’Érythrée. Il s’agit de l'une des six régions de l'Érythrée. C'est la plus petite région du pays mais aussi l’une des plus densément peuplées car c’est là où se trouve sa capitale, Asmara.
Celle-ci a été fondée le 15 avril 1996, quelques années après l’indépendance, à partir de la province historique de l’Hamasien (en guèze : ሓማሴን).

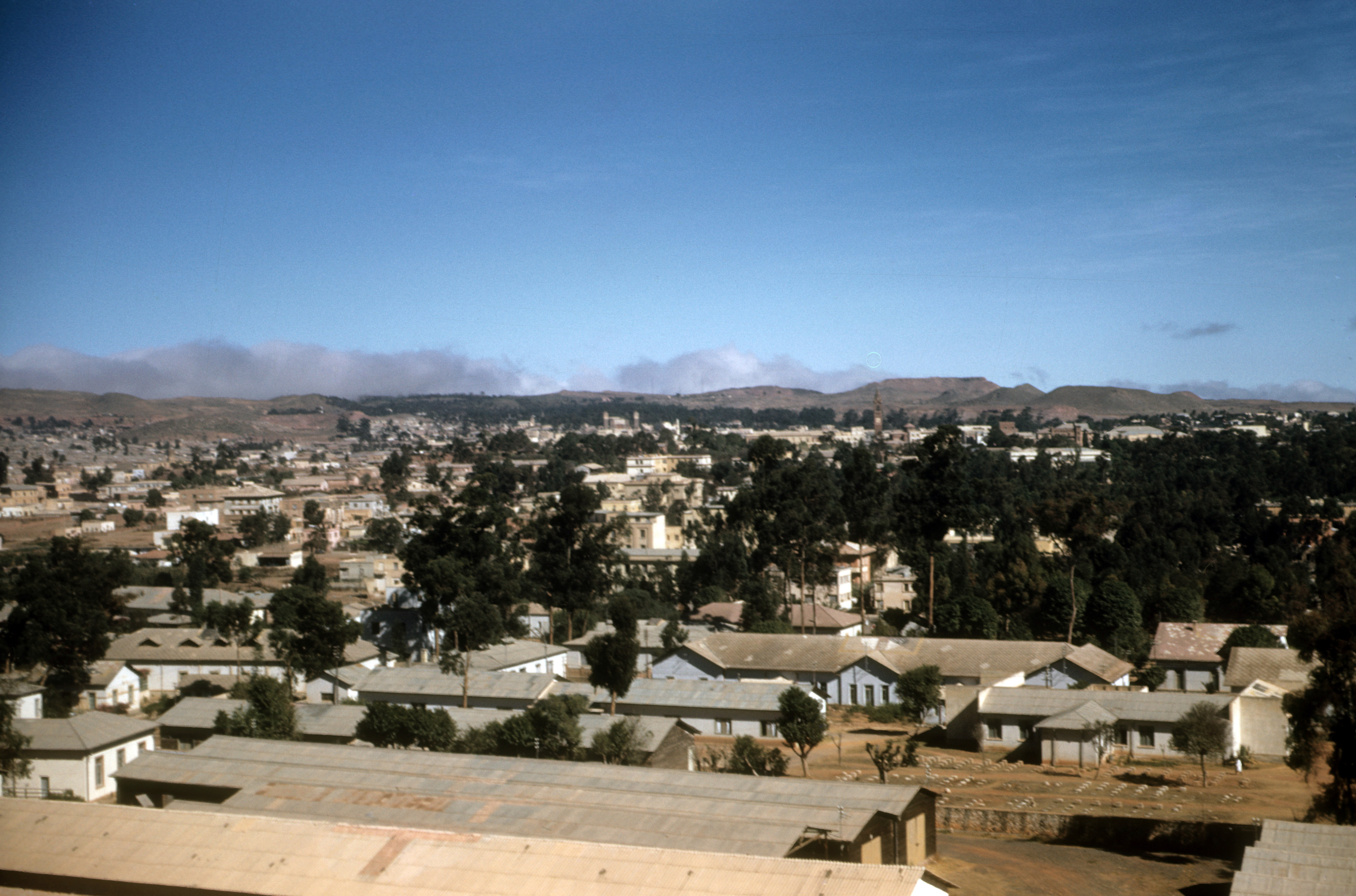
Une vue d'Asmara

## Étymologie
En langue tigrigna, le terme « Maekel » (ማእከል) signifie tout simplement « milieu », « centre ». La traduction en Français « région centrale » ou « région centre » est donc littérale.
En langue arabe, autre langue officielle de l’Érythrée, le terme employé est إقليم المركزية (Iqlim al-Merkezhia) pouvant être traduit de même par « territoire central ». Il est possible de voir apparaître, dans certaines publications, le terme arabe الوسط (al-Wasat ou al-Awsat) autrement dit « le milieu ».

## Géographie de la région

### Géographie physique
La région est située sur le plateau central érythréen qui se caractérise par une altitude moyenne de 2250m. Compte-tenu de cette situation, elle constitue le « château d’eau » du pays puisque s’y trouvent les sources des nombreux cours d’eau du pays. C’est le cas de la rivière Anseba dont les sources se trouvent près des localités d’Ādī Qontsī et Ts'ada Christyān. C’est aussi le cas de la rivière Gaalā, affluent du fleuve Mareb, dont la source se trouve près du village d’Adonsemāt, au sud du Maekel. Enfin, sur les rebords occidentaux du haut plateau érythréen, près de la localité d'Ādī Gebru, se trouvent les sources du fleuve Barka qui alimente en eau tout le nord-ouest du pays. Le Maekel alimente donc en eau les « trois » principaux bassins hydrographiques du pays.
Le point culminant de cette région élevée est l’un des anticlinaux qui constitue le rebord du haut plateau érythréen ; il s’agit du Mont Zagher (altitude : 2607 ou 2610 m), à l’extrémité nord-est de la région.

### Climat
En raison de l’altitude de la région, son climat est plus frais en comparaison de celui des plaines environnantes et s’apparente à celui que l’on peut toruver sur les hauts plateaux en Éthiopie. Il y a deux saisons des pluies, la plus importante en précipitation se déroulant durant l’été et la plus faible durant le printemps. Le mois le plus chaud est le mois de mai, enregistrant des températures dépassant 30°C, tandis que les mois les plus frais sont de décembre à février, les températures maximales journalières étant en dessous de 20°C. La région reçoit annuellement une moyenne de 508 mm de pluie, mais étant en zone sahélienne, il y a une assez forte irrégularité des précipitations.

### Géographie humaine
Le Maekel, région de la capitale, est bordé :
- par la région Anseba au nord ;
- par la région de la Mer Rouge Septentrionale (Semiena-Keih-Bahri) à l’est ;  
- par la région Debub (littéralement « Sud ») au sud ; 
- et enfin le Gash-Barka à l'ouest.
Le Maekel contraste nettement avec ces régions sus nommées sur plusieurs points. Le premier est la densité de population qui y avoisine 500 hab./km² alors que la densité moyenne à l’échelle nationale est supposée être entre 34 et 42 hab./km². On peut expliquer cet écart non seulement par sa faible superficie de 1300 km² – soit à peine plus que celle du département du Val d’Oise, en France, ou de la municipalité de Gaspé, au Québec, par exemple – mais surtout par la présence de la capitale ; Asmara (963 000 hab.), et de plusieurs centres urbains secondaires : Himbirti, Ādī Guadad, Ts'ada Christyān, Emba Dehro. C’est une région en cours d’urbanisation ainsi qu’en attestent les programmes de développement urbain initiés dans la périphérie de la capitale depuis les années 2000, comme à Kushet Daīro Pawlos ou à proximité d’Ādī Nefās. En outre, et en comparaison avec le reste du pays, le réseau routier bitumé est plus important puisque celui-ci est organisé en étoile autour d’Asmara. Ces programmes de modernisation et bitumisation des axes routiers accompagnent l’urbanisation en cours de la région. Ils s’intègrent à des projets plus importants à l’échelle nationale – souvent dénoncés pour les conditions de leurs réalisations – de désenclavement du pays, notamment en direction de l’Éthiopie.
27% de la population de la région travaille dans l’agriculture, 23,5% dans le commerce et les services, 18% dans l’industrie manufacturière et l’artisanat, 7,5% dans la fonction publique et 24% dans un emploi occasionnel, selon les « chiffres officiels » transmis par l’administration régionale du Maekel en 2009. Cette répartition de la population active en secteurs si diversifiés contraste avec celle du reste du pays puisque plus de 80% de la population érythréenne vit de l’agriculture.

### Subdivision administrative
La région du Maekel est subdivisée en sept districts. Il y a quatre districts urbains dans Asmara appelés : 
- « sud-est d’Asmara » /ደቡባዊ ምብራቕ አስመራ (Debubawi Mibraq Asmara), 
- « sud-ouest d’Asmara » / ደቡባዊ ምዕራብ አስመራ (Debubawi Mi'erab Asmara), 
- « nord-est d’Asmara »/ሰሜናዊ ምብራቕ አስመራ (Semienawi Mibraq Asmara).
- « nord-ouest d'Asmara»/ ሰሜናዊ ምዕራብ አስመራ (Semienawi Mi'erab Asmara).
Il y a trois districts ruraux : 
- Ghala Nefhi /ጋላ ንፍሒ au sud, 
- Berikh /በሪኽ à l’ouest,
- Serejaka /ሰረጀቓ au nord et au nord-est.